# Francisco Rodrigues dos Santos
Francisco José Nina Martins Rodrigues dos Santos (popularmente conhecido como Chicão) (Coimbra, 29 de setembro de 1988), é um político, advogado e consultor jurídico português. Foi o 10.º Presidente do CDS - Partido Popular.

## Vida pessoal e profissional
É o mais velho de três irmãos rapazes, filho dum oficial do exército e duma advogada. Nasceu em Coimbra, onde viveu apenas até aos cinco anos, altura em que se mudou para Vila Nova da Barquinha devido ao trabalho do pai. 
Frequentou o ensino básico e secundário no Colégio Militar, onde foi distinguido com o Prémio General Jaime Banazol (2006) e escolhido pelos colegas para adjunto do comandante da 1.ª companhia.
Enquanto estudante na Faculdade de Direito da Universidade de Lisboa, onde se formou em Direito, presidiu à Mesa da Reunião Geral de Alunos (RGA) da Associação Académica da Faculdade de Direito de Lisboa e, por inerência, à Comissão Eleitoral e ao Conselho Consultivo de Representantes da Faculdade. Foi também Senador da Universidade de Lisboa.
É, desde então, consultor jurídico na área de contencioso geral numa sociedade de advogados — Valadas Coriel & Associados. Ficou noivo de Inês Guerra Vargas a 17 de Abril de 2019, tendo-se casado a 17 de Julho de 2021, e com quem teve um filho, José Pedro, em Dezembro de 2022.

## Política
Em 2007, filiou-se na Juventude Popular e, em 2011, no CDS-PP.
Assumiu funções enquanto adjunto no gabinete do ministro da Solidariedade, Emprego e Segurança Social, no XX Governo Constitucional. Em 2013, foi eleito membro da Assembleia de Freguesia de Carnide, posição que manteve até 2017. Foi, ainda, Vice-Presidente do IYDU - International Young Democrat Union.
Tornou-se, a 13 de dezembro de 2015, presidente da Juventude Popular, tendo sido reeleito em maio de 2018. Nesse mesmo ano foi considerado pela revista Forbes como um dos "30 jovens mais brilhantes, inovadores e influentes da Europa", ao integrar a lista "30 under 30 - Law & Policy 2018" pelo trabalho que desenvolveu enquanto líder da Juventude Popular, ultrapassando os 20.000 filiados e duplicando o número de membros eleitos.
Foi candidato a Deputado à Assembleia da República pelo círculo eleitoral do Porto pelo CDS-PP nas eleições legislativas de 2019, ano em que o CDS obteve a sua mais baixa votação, quer a nível local quer nacional, Apesar de ser o segundo na lista não foi eleito deputado, uma vez que o CDS obteve pouco mais do que 31 mil votos do distrito. É deputado da Assembleia Municipal em Lisboa desde 2017.
Identifica-se como um democrata-cristão, socialmente conservador e economicamente liberal, a favor da economia de mercado. Neste sentido, assume-se, por um lado, contra o aborto, a eutanásia, a pena de morte, o casamento — embora defenda que deva existir uma união com outro nome — a adopção de crianças por casais do mesmo sexo, tal como pretende combater a "ideologia do género e a sexualização da educação de crianças e jovens" e, por outro lado, a favor dos cheques-ensino, dos contratos de associação entre o Estado e as escolas privadas, de um Estado Social que inclua o sector privado e social, e duma redução significativa nos impostos para as famílias e empresas. Durante a campanha eleitoral, destacou-se ainda pela defesa das touradas como tradição secular portuguesa.
Segundo o próprio, tem como principais referências políticas Winston Churchill, Ronald Reagan, Margaret Thatcher, Adelino Amaro da Costa e Adriano Moreira.

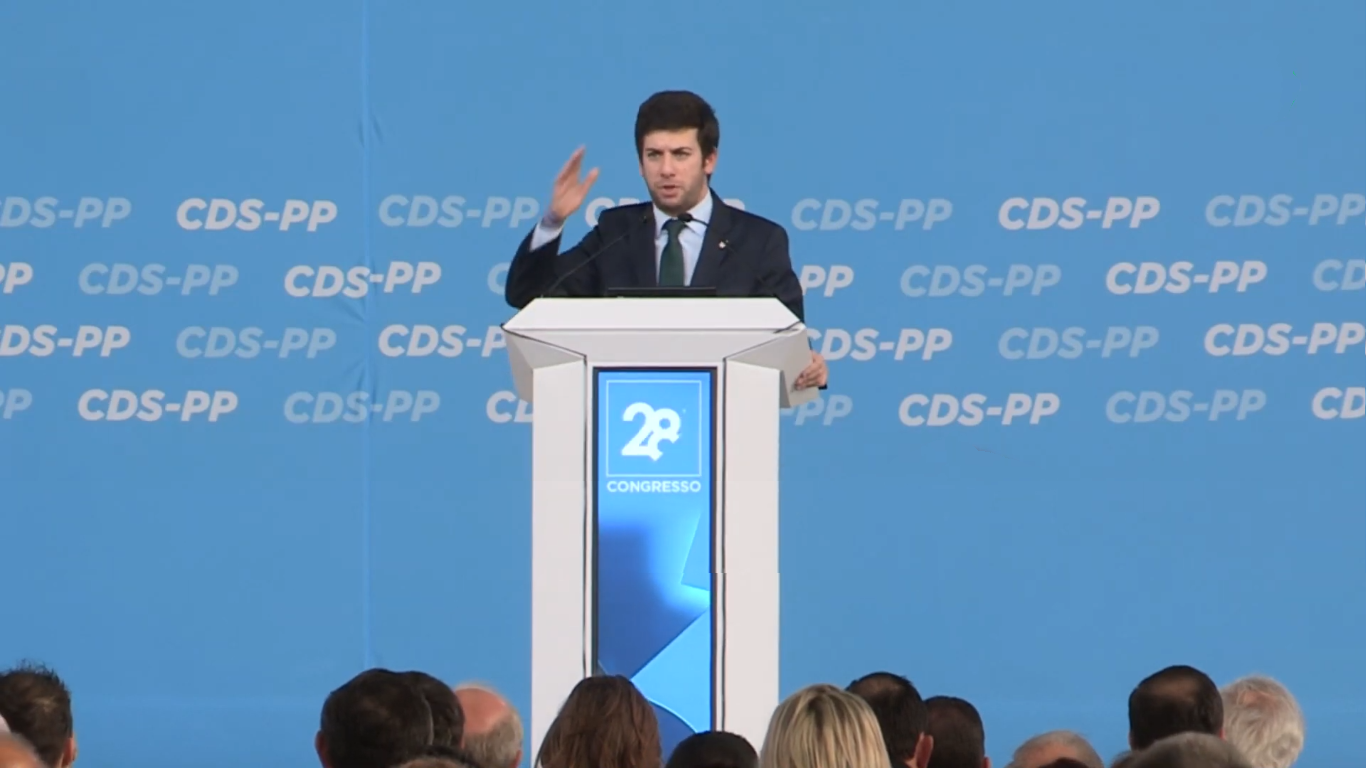
Discurso de Francisco Rodrigues dos Santos no XXVIII Congresso do CDS-PP

Em dezembro de 2019, anunciou a sua candidatura à liderança do CDS-PP, que se disputou em Congresso nos dias 25 e 26 de janeiro de 2020, em Aveiro, tendo sido eleito com 46,4% dos votos e apenas 109 votos a separar do segundo candidato João Almeida, a menor diferença alguma vez obtida na eleição de um presidente do CDS.
No dia 6 de fevereiro de 2021, num polémico Conselho Nacional, fez-se aprovar um moção de confiança a Francisco Rodrigues dos Santos, com 54,4% dos votos favoráveis, dando-lhe assim o folego necessário para permanecer como líder do CDS.
Em março de 2021, anunciou que seria candidato às eleições autárquicas de 2021, tendo vindo a encabeçar uma lista à Assembleia Municipal de Oliveira do Hospital. No dia 15 de maio foi oficialmente anunciado que seria candidato à Assembleia Municipal deste município, tendo sido eleito com 34,3% dos votos.
A sua liderança foi marcada por vários episódios e dissidências, mesmo entre os seus apoiantes iniciais. Entre os que abandonaram a sua direcção estão Abel Matos Santos, forçado a demitir-se em virtude de declarações polémicas na defesa do regime salazarista, da PIDE e críticas à actuação do Cônsul Aristides de Sousa Mendes, que salvou milhares de judeus durante a Segunda Guerra Mundial ao ter-lhes emitido vistos de entrada em Portugal (desobedecendo assim às ordens de Salazar). Em dezembro desse mesmo ano, demitem-se da Comissão Executiva e da Comissão Politica Filipe Lobo d'Ávila, Isabel Menéres Campos e Raul Almeida, por divergências com a direcção.
Em 30 de outubro de 2021, a escassas 24 horas da eleição dos delegados ao 29.º Congresso do CDS, com data prevista de realização a 27 e 28 de novembro, suspende o respetivo Congresso, através dum Conselho Nacional marcado com urgência e realizado virtualmente, com o argumento que o tempo seria escasso para a elaboração de listas de deputados. Isto, apesar do momento do adiamento ainda não ser conhecida a data para a realização das eleições legislativas, facto que só veio a acontecer em 4 de novembro desse ano, após decisão do Presidente da República.
Após o adiamento do congresso, e em protesto pelo sucedido, aconteceram várias desfiliações de atuais e antigos dirigentes, entre os quais Adolfo Mesquita Nunes, o ex-deputado e ex-Secretário de Estado do Turismo, António Pires de Lima, ex-deputado e ex-Ministro da Economia, Inês Theotónio Pereira, ex-deputada bem como Manuel Castelo Branco e João Condeixa. Já antes se tinha desfiliado Francisco Mendes da Silva, ex-deputado e antigo Presidente da Distrital de Viseu.
Em virtude da vontade da direção em renovar a totalidade das listas eleitorais, com o afastamento de críticos, foram substituídos por novos nomes desconhecidos ou independentes. Em paralelo vários dos atuais deputados assumiram divergências com a atual direção ou a intenção de não concorrerem nas listas do CDS, às eleições legislativas de janeiro de 2022: João Gonçalves Pereira abandona o parlamento em março de 2021, Ana Rita Bessa, em setembro de 2021.  João Almeida, Telmo Correia  e Cecília Meireles, apesar de cumprirem o seu mandato até ao fim, declararam não estar disponíveis para continuar sob a sua liderança.
Ainda antes da definição final das listas, Francisco Rodrigues dos Santos tentou uma coligação com o PSD mas esta foi chumbada pela direcção dos sociais democratas. A seguir ainda tentou uma coligação cujo nome seria “Aliança de Direita” – com o PPM, MPT, Aliança e Nós, Cidadãos. No entanto, também aqui não foi possível chegar a acordo com todos os intervenientes. Em conformidade, Francisco Rodrigues dos Santos assumiu-se como cabeça de lista do CDS-PP às eleições de 2022 em Lisboa, com o ex-Presidente do partido Ribeiro e Castro como segundo da Lista.

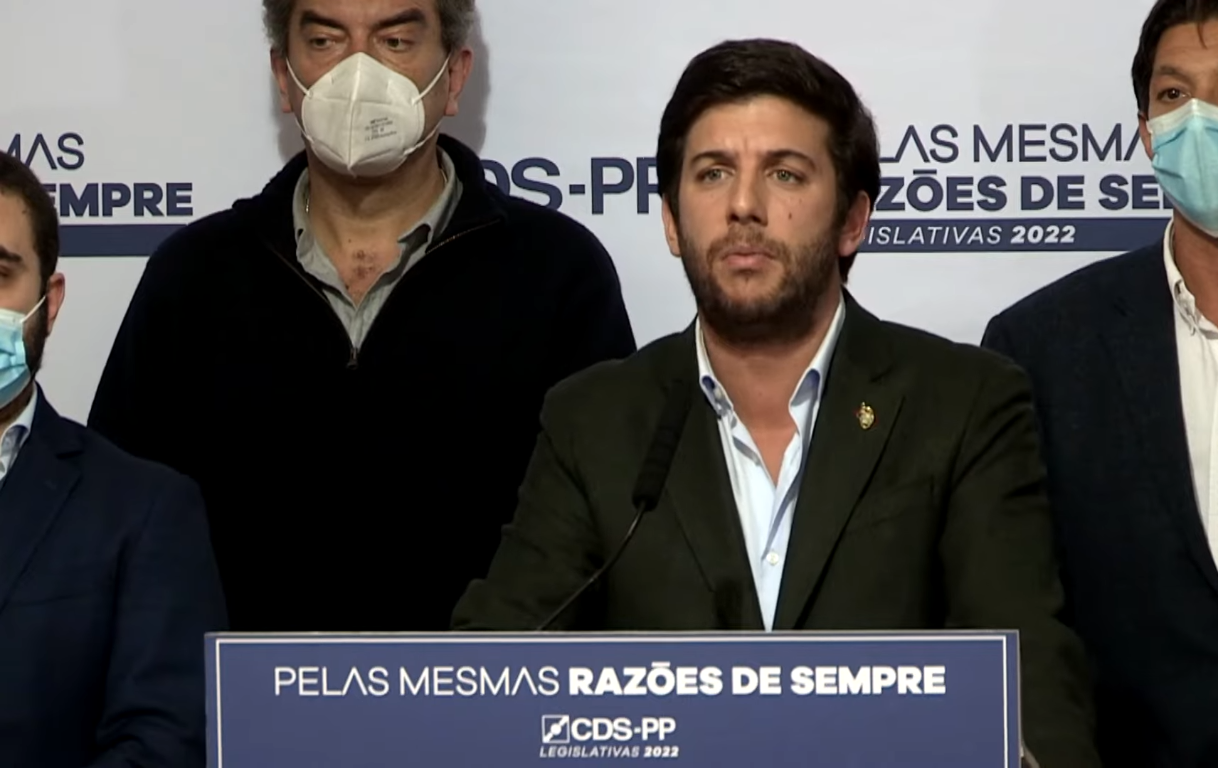
Discurso de Francisco Rodrigues dos Santos na noite eleitoral das eleições legislativas de 2022

Em 31 de janeiro de 2022, após os resultados das Legislativas de 2022, após o desaire eleitoral do CDS, demitiu-se, assumindo a responsabilidade pelos resultados do partido. Estes foram os piores resultados de sempre do CDS, com apenas 1,61% e 86 578 votos. Em Lisboa, círculo pelo qual era cabeça de lista, conseguiu apenas 19 524, menos de metade dos conseguidos pelo partido em 2019. Foi a primeira vez que o partido não elegeu nenhum deputado, perdendo a sua representação parlamentar.
No decorrer do 29° Congresso, realizado em Março de 2022, no discurso de despedida, referiu que já tinha herdado "o pior resultado de sempre em eleições europeias e legislativas", afirmando, para concluir, que "foi fogo amigo que matou o CDS", referindo-se ao sucessivo boicote por parte de elementos da antiga direção ao seu mandato. Depois do discurso abandonou o congresso.

## Episódios marcantes
Em Dezembro de 2020, durante o confinamento provocado pela epidemia do Covid-19, numa visita a empresários da restauração que se encontravam em greve de fome, em frente à Assembleia da República, a conversa entre Francisco Rodrigues dos Santos e os empresários que faziam greve de fome, entre os quais Ljubomir Stanisic, acabou por provocar alguma tensão entre os presentes, tendo a reunião terminado com o movimento a pedir que Rodrigues dos Santos abandonasse o local. Posteriormente, Ljubomir acabou por pedir desculpa publicamente ao Presidente do CDS-PP, depois de relembrar que fora o primeiro político a falar com os manifestantes.
Nas celebrações do 25 de Abril de 2021, levou um cravo branco na lapela, dizendo que "O 25 de Abril também se fez para não sermos todos vermelhos, é necessário libertarmos Portugal desta hegemonia socialista", numa clara referência à última entrevista de Salgueiro Maia, em que afirma que no decurso da revolução foram distribuídos cravos tanto vermelhos como brancos.
Na sua mensagem de Natal de 2021, Francisco Rodrigues dos Santos publicou um vídeo irónico em que simulava preparar a Ceia de Natal dos partidos de direita portugueses. Com alusões claras aos partidos, criticou a IL por ser um partido citadino de elites, o Chega por ser "tontinho" e incoerente, e, por fim, o PSD por desistir de se sentar à mesa com a Direita para, em vez disso, negociar com o PS um "Bloco Central".
No debate eleitoral das legislativas de 2022 contra o líder do CHEGA, André Ventura, ficou famosa a sua frase: "Uma esquadrão de cavalaria à desfilada na sua cabeça não esbarra contra uma ideia", citando uma frase originalmente proferida por José Cunha Simões, antigo deputado do CDS.
Na última semana antes das eleições propôs-se para Ministro da Defesa, de forma a poder implementar um conjunto de medidas para os ex-combatentes, desde um complemento vitalício de 300 euros mensais, acesso privilegiado aos hospitais militares e transladação de corpos de militares mortos em África, no caso de a direita ter maioria nas eleições, cenário que o putativo primeiro-ministro nestas circunstâncias, Rui Rio, veio a confirmar.
Demitiu-se, após os piores resultados de sempre do CDS nas Eleições Legislativas de 2022, não conseguindo eleger nenhum deputado.<ref name=":0">
Em 20 de abril de 2024, Rodrigues dos Santos admitiu desfiliar-se do CDS e critica “clubinho privado” fechado à renovação, considerando que este se transformou "num clubinho privado de portas fechadas à renovação".<ref>«Rodrigues dos Santos admite desfiliação do CDS e critica "clubinho privado" fechado à renovação»<ref>

## Resultados eleitorais

### Eleições autárquicas

#### Assembleia de Freguesia
| Data | Partido | Partido     | Concelho | Freguesia | Posição     | Cl. | Votos | %              | Status | Notas |
| ---- | ------- | ----------- | -------- | --------- | ----------- | --- | ----- | -------------- | ------ | ----- |
| 2013 |         | PSD-CDS-MPT | Lisboa   | Carnide   | 1.º (em 13) | 3.º | 1 414 | 16,60 / 100,00 | Eleito |       |

#### Assembleia Municipal
| Data | Partido | Partido     | Concelho             | Posição     | Cl. | Votos  | %              | Status | Notas |
| ---- | ------- | ----------- | -------------------- | ----------- | --- | ------ | -------------- | ------ | ----- |
| 2017 |         | CDS-MPT-PPM | Lisboa               | 1.º (em 51) | 2.º | 42 773 | 16,94 / 100,00 | Eleito |       |
| 2021 |         | PSD-CDS     | Oliveira do Hospital | 1.º (em 21) | 2.º | 4 077  | 34,32 / 100,00 | Eleito |       |

### Eleições legislativas
| Data | Partido | Partido | Circulo eleitoral | Posição     | Cl.    | Votos         | %             | +/-        | Status               | Notas |
| ---- | ------- | ------- | ----------------- | ----------- | ------ | ------------- | ------------- | ---------- | -------------------- | ----- |
| 2019 |         | CDS-PP  | Porto             | 2.º (em 40) | 6.º    | 31.181        | 3,34 / 100,00 |            | Não eleito           |       |
| 2022 | Lisboa  | CDS-PP  | 1.º (em 48)       | 9.º         | 19.524 | 1,65 / 100,00 |               | Não eleito | Presidente do CDS-PP |       |